# (10399) Nishiharima
(10399) Nishiharima est un astéroïde de la ceinture principale.

## Description
(10399) Nishiharima est un astéroïde de la ceinture principale. Il fut découvert le 29 octobre 1997 à Ōizumi par Takao Kobayashi. Il présente une orbite caractérisée par un demi-grand axe de 2,39 UA, une excentricité de 0,08 et une inclinaison de 3,8° par rapport à l'écliptique.

## Compléments